# Arroio Chuí
Arroio Chuí nebo také Arroyo Chuy je řeka v Jižní Americe. Je dlouhá 45 km a leží na ní nejjižnější bod Brazílie.
Pramení nedaleko města Santa Vitória do Palmar v brazilském státě Rio Grande do Sul. Teče k jihu a pak k východu, tvoří státní hranici mezi Brazílií a Uruguayí a vlévá se do Atlantského oceánu. U ústí řeky leží města Chuí v Brazílii a Chuy v Uruguayi. Nachází se zde Praia do Cassino, nejdelší písečné pobřeží na světě, které je oblíbenou rekreační oblastí. Až do roku 1978, kdy bylo koryto zregulováno, probíhaly spory mezi oběma zeměmi o přesném průběhu hranice.
Název pochází z výrazu „chuí“, který v jazyce tupí-guaraní znamená ptáka. Řeka se objevuje v populárním pořekadle „do Oiapoque ao Chuí“ (od Oyapocku po Chuí), které se používá ve významu „v celé Brazílii“.